# 吲哚
吲哚，又名靛基质，是芳香杂环有机化合物，為双环结构，有苯环和五元含氮吡咯环。氮的孤对电子参与形成芳香环，吲哚不是碱，性质也不同简单的胺。
吲哚在室温是固体。吲哚广泛分布于自然环境中，尤其是人类和畜禽粪便中，有强烈粪臭味；但很低浓度的吲哚有像花的香味，是橘子花等许多花香的成分，煤焦油也會有吲哚。吲哚也用来制造香水。
很多有机化合物都有吲哚结构，比如色氨酸及含色氨酸的蛋白质，生物碱及色素也有吲哚结构。
吲哚能亲电取代，多取代于3位。取代吲哚是许多色胺碱的基础结构，比如神经传递素复合胺，褪黑素，迷幻药，二甲基色胺，5-甲氧基-二甲基色胺和LSD。其他的吲哚化合物包括植物生长素（吲哚-3-乙酸），抗炎药物消炎痛（茚甲新）和血管舒张药物心得乐。
吲哚首次由混合靛蓝和发烟硫酸制得，英名indole由indigo（靛藍）和oleum（发烟硫酸）组成。

## 历史

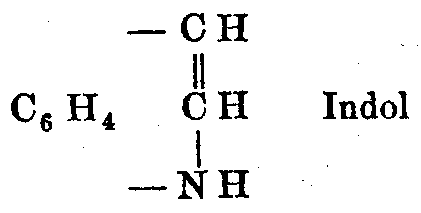
拜尔在1869年设想的吲哚结构

吲哚化学在研究靛青後开始发展，继而转化为研究靛红，然后是羟吲哚。1866年，阿道夫·冯·拜尔用锌粉将羟吲哚还原为了吲哚。1869年，他假设出吲哚的结构，至今仍廣受认可。
直到19世纪末，人们也仅將某些吲哚化合物看成重要染料。20世纪30年代，人们發现吲哚是色氨酸和植物激素等很多重要生物碱的核心基团，对吲哚越來越有兴趣，到现在对吲哚的研究仍然很活跃。

## 自然合成
生物用苯甲酸合成吲哚。

吲哚经由苯甲酸合成并烷基化，得到氨基酸色氨酸。

吲哚是煤焦油的主要成分，其中220至260℃的蒸馏产物是重要的工业原料。

## 合成
吲哚及其衍生物可由多种原料合成。主流工业路线以苯胺与乙二醇为原料，在气相催化反应得到。
反应温度控制在200至500℃，产率可高达60%。

### 合成吲哚的反应
- Leimgruber－Batcho吲哚合成
- Fischer吲哚合成
- Bartoli吲哚合成
- Bischler－Möhlau吲哚合成
- 福山吲哚合成
- Gassman吲哚合成
- Hemetsberger吲哚合成
- Larock吲哚合成
- Madelung合成
- Nenitzescu吲哚合成
- Reissert吲哚合成
- 

## 化学反应

### 碱性
不同大多数胺，吲哚几乎没有碱性。其成键环境与吡咯极为相似，只有盐酸等的强酸才可能将之质子化得到共轭酸，pKa是-3.6。色胺等很多吲哚类化合物在酸中的活性都是由此产生。

### 亲电取代反应
3位氫最易亲电取代，活性是苯环氫的1013倍。例如Vilsmeier－Haack酰化反应在室温就能于3位碳反应。吡咯环富集电子，往往在1位氮和2、3位碳都取代后，苯环才可能亲电取代。
芦竹碱是由吲哚、二甲胺和甲醛經Mannich反应得到的常用中间体。是3-吲哚乙酸和色氨酸的前体。

### 氮位氢的酸性和金属有机盐
氮位氢在二甲亞碸中的pKa是21，需要氢化钠或丁基锂等非常强的碱才可能在无水环境将之去质子。其金属盐（非常强碱）有两种存在形式。钾、钠离子难成共价键，负电荷集中在1位氮；镁（包括Grignard试剂）和（尤其是）锌可成共价键，负电荷集中在3位碳。类似，在DMF或DMSO等极性非质子溶剂中，1位氮易受到亲电试剂进攻；而在甲苯等非极性溶剂中，则是3位碳更活泼。

### 碳位氢的酸性和锂化2位碳
2位碳的氢第二酸。若吲哚衍生物的氮受保护，丁基锂或二异丙基氨基钾就专一將2位碳去质子，得到非常强的亲核试剂。Bergman和Venemalm开发出不保护氮即可取代2位氫的反應。
Alan Katrizky也曾开发出类似技术。

### 氧化
吲哚富电子，很易氧化。氮-溴代丁二酰亚胺可以选择将吲哚氧化为羟吲哚。

### 吲哚的环加成反应
只有2位碳和3位碳的π键能环加成。吲哚不太倾向分子间环加成，但其衍生物的分子异变却可以有很高产率。例如Padwa et al用Diels－Alder反应合成士的宁的下步中间体。在这反应中，2-氨基呋喃作为双烯体，而吲哚作为亲双烯体。
吲哚也可以分子内[2+3]和[2+2]环加成反应。

### 相关化合物
- 苯
- 苯并呋喃
- 咔唑
- 咔啉
- 茚
- 吲哚啉
- 靛红
- 甲基吲哚
- 氧化吲哚
- 吡咯
- 粪臭素
- 吲哚乙酸

## 引用
1. ↑  http://www.leffingwell.com/olfact5.htm
2. ↑  Baeyer, A. . Ann. 1866, 140 (3): 295. doi:10.1002/jlac.18661400306.
3. ↑  Baeyer, A.; Emmerling, A. . Chemische Berichte. 1869, 2: 679. doi:10.1002/cber.186900201268.
4. ↑  R. B. Van Order, H. G. Lindwall. . Chem. Rev. 1942, 30: 69–96. doi:10.1021/cr60095a004.
5. ↑  Gribble G. W. . J. Chem. Soc. Perkin Trans. 1. 2000, (7): 1045. doi:10.1039/a909834h.
6. ↑  Cacchi, S.; Fabrizi, G. . Chem. Rev. 2005, 105 (7): 2873. PMID 16011327. doi:10.1021/cr040639b.
7. ↑  Humphrey, G. R.; Kuethe, J. T. . Chem. Rev. 2006, 106 (7): 2875. PMID 16836303. doi:10.1021/cr0505270.
8. ↑  Gerd Collin and Hartmut Höke “Indole” Ullmann's Encyclopedia of Industrial Chemistry 2002, Wiley-VCH, Weinheim. doi:10.1002/14356007.a14_167.
9. ↑  James, P. N.; Snyder, H. R. . Organic Syntheses. 1959, 39: 30  [2011-06-27]. （原始内容存档于2012-10-02）.
10. ↑  Heaney, H.; Ley, S. V. . Organic Syntheses. 1974, 54: 58  [2011-06-27]. （原始内容存档于2012-10-02）.
11. ↑  Bergman, J.; Venemalm, L. . J. Org. Chem. 1992, 57 (8): 2495. doi:10.1021/jo00034a058.
12. ↑  Alan R. Katritzky, Jianqing Li, Christian V. Stevens. . J. Org. Chem. 1995, 60 (11): 3401–3404  [2011-06-27]. doi:10.1021/jo00116a026. （原始内容存档于2020-03-16）.
13. ↑  Lynch, S. M. ; Bur, S. K.; Padwa, A. . Org. Lett. 2002, 4 (26): 4643. PMID 12489950. doi:10.1021/ol027024q.